# 中华涡蛛
中华涡蛛（学名：Octonoba sinensis）为蟱蛛科涡蛛属的动物。分布于朝鲜、日本、北美以及中国大陆的北京、吉林、辽宁、山东、广西、湖南、湖北、河北、安徽、四川、新疆等地，多见于草丛、灌木丛及室内外墙角。该物种的模式产地在中国。
其种加词“sinensis”意为“中华的”。